# 1980 في بوتسوانا
فيما يلي قوائم الأحداث التي وقعت خلال عام 1980 في بوتسوانا.

## سياسة

### تعيين في المنصب
- 13 يوليو – كوت ماسيره رئيس بوتسوانا.

### انتهاء فترة المنصب
- 13 يوليو – سيريتسي خاما رئيس بوتسوانا.
- 13 يوليو – كوت ماسيره نائب رئيس بوتسوانا [الإنجليزية]‏.

## مواليد

### مارس
- 17 مارس – تشيبو موتلهابانكو لاعب كرة قدم بوتسواني.

### أبريل
- 5 أبريل – مومباتي ثوما لاعب كرة قدم بوتسواني.

## وفيات

### يوليو
- 13 يوليو – سيريتسي خاما (مواليد 1921)